# Placekicker
En Place kicker (ofte bare kaldet kicker) er, indenfor amerikansk fodbold, den spiller på holdet der som regel står for udførelse af holdets field goals, ekstrapoints og kick offs.
Placekickeren tilhører holdets såkaldte special team unit, der udover place kicker også består af punteren (den anden sparker på holdet), samt flere andre spillere der primært har deres funktion under de spil der involverer spark.
Placekickere er oftest blandt de mest scorende spillere på holdet, men er i den amerikanske NFL-liga alligevel ofte regnet som "outsidere" på holdene, og er trods deres vigtige rolle som regel blandt de lavest lønnede i spillertruppen.

## Berømte placekickere
- Morten Andersen
- Gary Anderson
- George Blanda
- Adam Vinatieri
- Jason Elam
- John Kasay
- Sebastian Janikowski